# Partido Reformista Nacional
El Partido Reformista Nacional (PRN) fue un pequeño partido político panameño de centroizquierda.
Fue fundado en 1963 por José de la Rosa Castillo, líder del "Local 907", sindicato afiliado al AFL–CIO estadounidense y que representaba a los trabajadores panameños en la Zona del Canal de Panamá. El PRN fue un intento del Local 907 para ingresar a la política panameña.
El PRN participó en las elecciones generales de 1964 con José de la Rosa Castillo como candidato propio. Sólo obtuvieron 2.521 votos (0.77% del total) y un diputado a la Asamblea Nacional. Fue abolido por el Tribunal Electoral luego de las elecciones.
Posteriormente, el Local 907 apoyaría el régimen militar de Omar Torrijos (1969-1981), en donde Castillo sería Ministro de Trabajo en 1971.